# Редвульф (король Нортумбрии)
Редвульф (англ. Rædwulf; погиб в 844) — король Нортумбрии в 844 году.

## Биография
Редвульфу, возможно родственнику Осберта и Эллы II, удалось на некоторое время захватить власть в Нортумбрии, свергнув Этельреда II в 844 году. От его краткого правления даже сохранились несколько монет. Однако очень скоро он погиб в сражении с викингами.